# Hermannia becki
Hermannia becki är en kvalsterart som först beskrevs av Pérez-Íñigo och Baggio 1988.  Hermannia becki ingår i släktet Hermannia och familjen Hermanniidae. Inga underarter finns listade i Catalogue of Life.